# 24-es vízibusz (Velence)
A velencei 24-es jelzésű vízibusz Velencét kötötte össze Mestrével közvetlenül. A viszonylatot az ACTV üzemeltette.

## Története
A  24-es jelzésű vízibusz eredetileg a Fondamente Nove megállótól a mestrei San Giulianóig közlekedett, később a járat velencei végállomását bevitték a központba, a Rialtóhoz. A mestrei végállomás is változott, de ez helyi viszonylatban csak a „szomszéd utcába” történő áthelyezést jelentette. 2005-ben szüntették meg.
A 24-es járat története:
| Időszak     | Járat- szám | Megállók                       |
| ----------- | ----------- | ------------------------------ |
| 2002 – 2003 | 24          | Fondamente Nove – San Giuliano |
| 2004 – 2005 | 24          | Rialto – Mestre, Laguna Palace |

## Megállóhelyei
| sz. | idő (perc) | megállóhely neve      | sz. | idő (perc) | látnivalók                   |
| --- | ---------- | --------------------- | --- | ---------- | ---------------------------- |
| 0   | 0          | Rialto                | 1   | 67         | Rialto, Fondaco dei Tedeschi |
| 1   | 67         | Mestre, Laguna Palace | 0   | 0          | Mestre, Laguna Palace        |